# تيم فيلبيس
تيم فيلبيس (بالإنجليزية: Tim Phillipps)‏ هو ممثل أسترالي، ولد في 16 فبراير 1989 بأديلايد في أستراليا.

## أعمال

### أفلام
- (2010) مملكة الحيوان

### مسلسلات
- جيران
- كان ياما كان

## وصلات خارجية
- تيم فيلبيس على موقع IMDb (الإنجليزية)
- تيم فيلبيس على موقع ألو سيني (الفرنسية)
- تيم فيلبيس على موقع أول موفي (الإنجليزية)
- تيم فيلبيس على موقع قاعدة بيانات الفيلم (الإنجليزية)
- تيم فيلبيس على موقع كينوبويسك (الروسية)